# Jasim Mohammed Aymen
Jasim Mohammed Aymen (* 22. Januar 1991) ist ein ehemaliger irakischer Leichtathlet, der sich auf den Sprint spezialisiert hat.

## Sportliche Laufbahn
Erste Erfahrungen bei internationalen Meisterschaften sammelte Jasim Mohammed Aymen im Jahr 2010, als er bei den Juniorenasienmeisterschaften in Hanoi im 200-Meter-Lauf in 21,67 s den sechsten Platz belegte und mit der irakischen 4-mal-400-Meter-Staffel nach 3:22,03 min Rang fünf erreichte. Anschließend nahm er erstmals an den Asienspielen in Guangzhou teil und schied dort im 100-Meter-Lauf mit 10,83 s in der ersten Runde aus und wurde mit der Staffel im Vorlauf disqualifiziert. Auch bei den Asienmeisterschaften im Jahr darauf in Kōbe schied er über 100 Meter mit 10,79 s in der Vorrunde aus und wurde mit der Staffel disqualifiziert. Anschließend schied er bei den Arabischen Meisterschaften in al-Ain mit 48,76 s im Vorlauf über 400 Meter aus, wie auch bei den Panarabischen Spielen in Doha mit 48,12 s. Dort gewann er aber mit der 4-mal-100-Meter-Staffel in 40,46 s die Bronzemedaille hinter den Teams  aus Saudi-Arabien und den Vereinigten Arabischen Emiraten und mit der 4-mal-400-Meter-Staffel erreichte er nach 3:09,55 min Rang fünf. Zwei Jahre später gewann er dann bei den Arabischen Meisterschaften ebendort in 41,35 s die Silbermedaille mit der 4-mal-100-Meter-Staffel hinter dem Oman. 2018 bestritt er in Eskisehir seinen letzten offiziellen Wettkampf.

## Persönliche Bestzeiten
- 100 Meter: 10,79 s (+1,6 m/s), 18. September 2010 in Aleppo
- 200 Meter: 21,67 s (−0,9 m/s), 4. Juli 2010 in Hanoi
- 400 Meter: 48,12 s, 15. Dezember 2011 in Doha